# Picasso (superordenador)
El superordenador Picasso es uno de los nodos que forman la Red Española de Supercomputación, participando desde la creación de la RES en el año 2007.

## Historia
En 1997 se creó el primer Picasso, un SGI Origin 2000 con 16 cpus a 200Mhz y 4GB de RAM, dedicado exclusivamente al uso de los investigadores de la Universidad de Málaga. En el año 2006 se realizó una ampliación del superordenador MareNostrum que dobló su capacidad y los equipos reemplazados fueron utilizados para crear varios nodos de supercomputación que formaron la Red Española de Supercomputación. Uno de estos nodos se creó en la Universidad de Málaga.
En el año 2007, junto con los nodos heredados de la ampliación de MareNostrum, se realizó una importante ampliación de Picasso, que pasó a contar con cerca de 800 procesadores y 60TB de almacenamiento:
- Cluster de máquinas PowerPC 970 con 512 cores y 1 TB de RAM.
- Cluster de máquinas Intel x86_64 con 80 cores y 160 GB de RAM.
- Mainframe HP Superdome de memoria compartida con 128 procesadores Itanium y 400 GB de RAM.
- Almacenamiento EVA8200 60TB por fibra a 4Gbps y red 1 Gbps.

En el año 2013, se reemplazaron las máquinas existentes por nuevos equipos unificados bajo un único sistema de colas y presentado a los usuarios como un único sistema. Totalizando un total de más de 2300 cores, 21 TB de RAM y un sistema de almacenamiento lustre de 750 TB brutos, compuesto de:
- Cluster de 768 cores Intel y 3TB de RAM y 32 tarjetas GPU Tesla M2075. Red IB 56Gbps.
- Cluster de 7 máquinas Intel con 80 procesadores y 2 TB de RAM cada una. 560 cores y 14TB de RAM en total. Red IB 40Gbps.
- Cluster de 984 cores AMD Opteron con 4TB de RAM - Red 1 Gbps.
- Almacenamiento compartido (Lustre) con 750 TB por InfiniBand 56 Gbps y 1 GBps.

En el año 2017, se reemplazó el cluster de 984 cores AMD Opteron por equipos heredados de la correspondiente ampliación de Marenostrum. Quedando el sistema con 4096 cores, y 23 TB de RAM y el mismo sistema de almacenamiento pero con la red unificada a InfiniBand:
- Cluster de 768 cores Intel y 3TB de RAM y 32 tarjetas GPU Tesla M2075. Red IB 56Gbps.
- Cluster de 7 máquinas Intel con 80 procesadores y 2 TB de RAM cada una. 560 cores y 14TB de RAM en total. Red IB 56Gbps.
- Cluster de 2668 cores Intel y 5.4 TB de RAM. Red IB 40Gbps.
- Almacenamiento compartido (Lustre) con 750 TB por InfiniBand 56 Gbps.

En el año 2018, se amplió exclusivamente el almacenamiento. Con lo que el computador Picasso actualmente dispone de 4096 cores, 23 TB de RAM y aproximadamente 6.5 PB de almacenamiento. Todo unificado con una red InfiniBand de baja latencia y un único sistema de colas:
- Cluster de 768 cores Intel y 3TB de RAM y 32 tarjetas GPU Tesla M2075. Red IB 56Gbps.
- Cluster de 7 máquinas Intel con 80 procesadores y 2 TB de RAM cada una. 560 cores y 14TB de RAM en total. Red IB 56Gbps.
- Cluster de 2668 cores Intel y 5.4 TB de RAM. Red IB 40Gbps.
- Almacenamiento compartido (GPFS) con 550 TB netos por InfiniBand 56 Gbps.
- Almacenamiento a largo plazo de alta redundancia con 6 PB brutos de Object Store por Ethernet 10G.

## Top500
El sistema instalado en el año 2007 compuesto de los nodos JS20 de IBM utilizados en el MareNostrum original alcanzado una potencia de 4'5 Tflops que lo situó en el puesto 412 del ranking top500 empatado con los otros 5 sitios creados a partir de los nodos del MareNostrum. 
Desde entonces el sistema ha ido incrementando sus recursos disponibles pero no se ha vuelto a hacer ninguna prueba para determinar su posición dentro de la clasificación de superordenadores.